# Petäjäsaari (ö i Finland, Södra Savolax, S:t Michel, lat 61,62, long 27,83)
Petäjäsaari är en ö i Finland. Den ligger i sjön Saimen och i kommunen Sankt Michel i den ekonomiska regionen  S:t Michel och landskapet Södra Savolax, i den södra delen av landet, 220 km nordost om huvudstaden Helsingfors. Öns area är 1,08 kvadratkilometer och dess största längd är 1,8 kilometer i öst-västlig riktning.